# Bartolomeo Ravasio
Bartolomeo Ravasio (fl. XX secolo) è stato un calciatore italiano, di ruolo difensore.

## Carriera
Debutta in massima serie con l'Andrea Doria nelle stagioni 1925-1926 e 1926-1927, disputando rispettivamente 20 e 16 gare.
Negli anni seguenti gioca ancora nel campionato di Divisione Nazionale con La Dominante e con la Pro Patria, disputando rispettivamente 10 e 15 partite.
Nel 1930, dopo una stagione da riserva, lascia i bustocchi.